# Musahi (distrikt)
Musahi (persiska: موسهی), eller Wuluswali-ye Musahi (ولسوالی موسهی), är ett distrikt (wuluswali) i Afghanistan. Det ligger i provinsen Kabul, i den nordöstra delen av landet, 18 km söder om huvudstaden Kabul. Administrativ huvudort är Musahi.
Distriktet beräknades år 2022 ha cirka 27 000 invånare.